# Lamed
Lamed (למד) je 12. slovo hebrejsko pismo i ima brojčanu vrijednost od 30.

## Povijest
Hebrejsko slovo Lamed ima istu povijesnu pozadinu kao feničko slovo Lamed. Iz kojeg je isto nastalo grčko slovo Lambda i latinsko slovo L.

## Primjeri
- לאה Lea
- לבן Laban, biblijsko ime
- לוט Lot
- לוי Levi
- לילה (laylah) = Noć

## Šifra znaka
|          | Unikod | Unikod              | HTML     | HTML | izgled ovisi o pregledniku | poveznice (engl.)                |
| k. točka | naziv  | kod                 | entitet  |      | izgled ovisi o pregledniku | poveznice (engl.)                |
| -------- | ------ | ------------------- | -------- | ---- | -------------------------- | -------------------------------- |
| slovo ל  | U+05dc | HEBREW LETTER LAMED | &#x05dc; | nema | ל                          | detaljni podaci test preglednika |

U standardu ISO 8859-8 simbol ima kod 0xec.